# 中野橋
中野橋（なかのはし）は、福島県耶麻郡西会津町にある道路橋である。

## 概要
- 全長：99.0 m
  - 主径間：41.5 m
- 幅員：6.0 m (10.0 m)
- 形式：2径間連続PCV脚ラーメン箱桁橋[1]
- 竣工：1983年[2]
- 総事業費：3億5160万円

大山祇神社と西会津町中心部との中間に位置する中野集落南部にて一級水系阿賀川支流の中野川を渡り、福島県道339号大久保野沢停車場線を通す。西詰は野沢字中野原甲に位置し、中野集落へ向かう旧道が分岐する。東詰は野沢字白土甲に位置する。橋上は上下対向2車線で用いられており、下り線側（下流側）に歩道が設置されている。

## 沿革
- 1930年7月31日 - 単径間RC上路式オープンスパンドレルアーチ橋である先代の中野橋が開通する[4]。
- 1981年度 - 大山祇神社への参拝客による交通量増大のため、中野集落を迂回するバイパス建設が事業化される。
- 1983年 - 現在の中野橋が竣工する。旧橋梁が信仰の場にマッチしたアーチ橋の美しい姿を川面に映していたことから、架け替え後の当橋梁についても景観に配慮され、福島県では初めてとなるV脚ラーメン構造の橋脚が用いられた。